# ACSリース
ACSリース株式会社（エーシーエスリース）は、東京都千代田区にあるリース会社。イオンフィナンシャルサービスの完全子会社で、イオングループに属する。2015年12月に日本流通リースのリース部門を継承する形で事業を開始し、リテール分野に主力を置く。リース事業協会の正会員。

## 沿革
- 2015年
  - 11月 - イオンクレジットサービスが完全子会社のACSリース株式会社を設立。
  - 12月 - 日本流通リースよりリース部門を継承し事業開始。本社を東京都葛飾区の「グルメシティ青戸店」2階に置く。
- 2016年3月 - 本社を東京都千代田区の「NK内神田ビル」7階に移転。
- 2023年6月 - 合併に伴い、親会社がイオンフィナンシャルサービスとなる。